# Oddelek za sociologijo, Filozofska fakulteta v Ljubljani
Oddelek za sociologijo, deluje na Filozofski fakulteti Univerze v Ljubljani in je eden izmed 22ih oddelkov na fakulteti. Študij sociologije omogoča opravljanje poklicev, kjer je potrebna široka sociološka izobrazba. Študij zajema tako področje obče sociologije kot tudi posebnih sociologij. Študijski program sociologije kulture pa usposablja za obvladovanje specifičnega sociološkega znanja s področja kulture in umetnosti.

## Zgodovina oddelka
Sociologija, kot samostojna študijska disciplina je dobila svoje mesto na Univerzi v Ljubljani in s tem tudi na Slovenskem z ustanovitvijo Oddelka za sociologijo na Filozofski fakulteti ob začetku študijskega leta 1960/61. Do ustanovitve tega oddelka je prišlo na pobudo Inštituta za sociologijo oz. njegovega takratnega predstavnika prof. Borisa Ziherla, ki je že pred tem predaval študentom/kam uvodna poglavja v sociologijo. Ena izmed glavnih nalog ustanovitve oddelka je bila, da izobrazi znanstvene delavce, ki bi lahko prevzeli tudi pedagoško delo v okviru organiziranega pouka sociologije na fakulteti. Oddelek je torej izobraževal sociologe/inje za samostojni ali stranski poklic. Šele ko se je izoblikovala samostojna skupina vodenja Oddelka za sociologijo, so se lahko študentje vpisali oz. usmerili  v študij sociologije kot posebne stroke, iz katere so lahko prejeli diplomo iz sociologije. Pred ustanovitvijo Oddelka za sociologijo pa se je na Filozofski fakulteti sociologija pojavljala le kot sociološki predmeti, ki so bili kot dopolnilni predmeti na filozofskem in pedagoškem študiju ali kot obči sociološki predmet, ki so ga vpisovali vsi študentje Filozofske fakultete. Statut Filozofske fakultete iz leta 1961 je določal študij sociologije na prvi in na drugi stopnji, torej kot dvopredmetno in enopredmetno študijsko skupino. Način študija se je skozi leta tudi večkrat spremenil. Do večje reorganizacije je prišlo v šolskem letu 1965/66, ko se je študijski program za samostojni poklic prenesel na Visoko šolo za politične vede, ki se je kmalu, leta 1970, preoblikovala v Fakulteto za sociologijo, politične vede in novinarstvo (FSPN) oziroma kasneje v Fakulteto za družbene vede (FDV). Študij sociologije na Filozofski fakulteti pa je ostal namenjen predvsem pedagoški izobrazbi in njenim potrebam, predvsem poučevanje sociologije na gimnazijah in drugih srednjih šolah. Od šolskega leta 1981/82 je Oddelek izvajal dva dvopredmetna dodiplomska študijska programa: sociologija kulture (nepedagoška smer) in sociologija (pedagoška smer). Obe obliki študija sta bili dvopredmetni, kar pomeni, da sta potekali v povezavi z enim od dvopredmetnih študijskih smeri na Filozofski fakulteti, lahko pa tudi (ob dogovoru) s kake druge Fakultete. V študijskem letu 1982/83 je Oddelek začel izvajati tudi podiplomski študij sociologije kulture, kateremu se je kasneje, v devetdesetih letih pridružila antropološka usmeritev, ki pa je bila pozneje, ko se je uvedel bolonjski program, zaradi kadrovskih vzrokov opuščena. V študijskem programu Sociologije in Sociologije kulture so sodelovali in sodelujejo tudi profesorji in profesorice z drugih oddelkov matične fakultete, kakor tudi z drugih fakultet. Z uvedbo bolonjskega programa študija je tako tudi Oddelek za sociologijo prenovil svoje programe. Predmetna študijska usmeritev se je preoblikovala v samostojni eno disciplinarni program Sociologije kulture, ki ga je po treh letih moč nadaljevati na drugi stopnji. Ob njem Oddelek razvija tudi dvopredmetni program Sociologije, ki ga je mogoče nadaljevati na drugi stopnji pedagoške usmerjenosti, ali dvopredmetno na nepedagoški sociologiji kulture. 

## Študijski programi
Na Oddelku za sociologijo Filozofske fakultete Univerze v Ljubljani izvajajo bolonjske študijske programe na prvi, drugi in tretji stopnji študija. Na prvi, dodiplomski stopnji študija, se lahko izbira med enopredmetnim programom Sociologija kulture in dvopredmetnim programom Sociologija, v okviru katerega študirate sociologijo v kombinaciji s še enim študijskim programom, ki ga ponuja Filozofska fakulteta. Dodiplomski študij traja tri leta. Na drugi, podiplomski (magistrski) stopnji študija Oddelek za sociologijo izvaja enopredmetni program Sociologija kulture in dva dvopredmetna programa: Sociologija kulture in Sociologija (pedagoška usmeritev). Magistrski študij traja dve leti. Študij 3. stopnje, doktorski študij se izvaja v okviru interdisciplinarnega doktorskega študija Humanistika in družboslovje, ki ga v partnerstvu z drugimi fakultetami koordinira Filozofska fakulteta. 
Dodiplomski študij
Do leta 2008/09 je bil mogoč vpis v naslednje študijske programe:
Sociologija dvopredmetna pedagoška smer in
Sociologija kulture dvopredmetna nepedagoška smer

Z letom 2009/10 je mogoč vpis na naslednji program:
Sociologija kulture – enopredmetni program
Sociologija – dvopredmetni program
Podiplomski študij
Sociologija kulture – enopredmetni program
Sociologija kulture - dvopredmetni program
Sociologija - pedagoški dvopredmetni program
Doktorski študij
Interdisciplinarni doktorski študijski program humanistika in družboslovje
Več informacij si lahko ogledate na njihovi uradni spletni strani: 
http://www.sociologija.si/studij/ Arhivirano 2016-03-05 na Wayback Machine.

## Knjižnica
Knjižnico na Oddelku sociologija vodi bibliotekar doc. dr. Alojz Cindrič, bibliotekarka pa je Mojca Žaberl, uni. dipl. soc. kult. in bibliotekarka. 
Leta 1960, ko so na Filozofski fakulteti ustanovili Oddelek za sociologijo, je bila hkrati ustanovljena tudi oddelčna študijska knjižnica. Od začetka pa do danes si je knjižnica ustvarila soliden fond študijskih knjig in periodike (27.310 enot, leta 2014) za potrebe študentov in profesorjev. Vse zasluge pri ustanovitvi knjižnice gredo prof. Ludviku Čarniju, ki je bil asistent na oddelku. Veliko knjig je pridobil od Inštituta za sociologijo, drugih večjih knjižnic in darov od profesorjev, predavateljev in tudi študentov. V prvi vodeni knjižnični inventarni knjigi je bil prvi naslov vpisan 28. julija 1961 (Franz Mehring: Prispevki k zgodovini književnosti. Ljubljana: Cankarjeva založba, 1952; dva izvoda – cena 480 din). Sistemizirano delovno mesto oddelčne bibliotekarke in strokovne tajnice je leta 1964 zasedla Mara Arčon. Po njeni upokojitvi je leta 1983 delo prevzel Alojz Cindrič; od leta 2005 pa je v knjižnici zaposlena še Mojca Žaberl. 
S finančno konsolidacijo je Oddelek večino sredstev namenil za nakup knjig in periodike. Knjižnica pa je ves čas spremljala in nabavljala sociološko literaturo tudi iz tujine. V prvih letih je bil nakup vezan večinoma na vzhodni oziroma sovjetski trg, kasneje pa predvsem na zahodnoevropsko in ameriško produkcijo. 
Člani in članice knjižnice Oddelka za sociologijo lahko dostopajo do različnih informacijskih virov, zbranih v Digitalni knjižnici OHK. Nekateri viri so dostopni prosto, naročniški viri pa so dostopni z lokacij knjižnic Univerze v Ljubljani. Informacijski viri so razdeljeni na več sklopov, in sicer na Dela FF, bibliografske zbirke, elektronske časopise, elektronske knjige, elektronske priročnike, iskalnike, citatne indekse in drugo. Namenjeni so iskanju znanstvene in strokovne literature, npr. elektronskih revij, knjig, enciklopedij, slovarjev, bibliografskih zapisov o člankih, knjigah, disertacijah in podobno ter statističnih podatkov in drugih informacij.

## Publikacije
Oddelek za sociologijo izdaja tudi publikacije v petih knjižnih zbirkah: Zvezki, Dela, Portreti, Album in Prevodi. Urednik knjižnih zbirk je dr. Avgust Lešnik.
Knjižna zbirka Zvezki vsebuje dvojezične slovensko-angleške objave gostujočih predavanj mednarodne sociologije in humanistike v Ljubljani, ki jih organizira Oddelek za sociologijo. Zvezki vključujejo tudi dodatne spise oz. komentarje vabljenih domačih avtorjev in avtoric.
Knjižna zbirka Dela objavlja najboljše raziskovalne naloge oz. magistrska dela študentov in študentk Oddelka za sociologijo.
Knjižna zbirka Portreti vsebuje jubilejne izdaje izbranih spisov predavateljev in predavateljic Oddelka za sociologijo.
Knjižna zbirka Album objavlja zbornike in podobne publikacije, ki izhajajo ob različnih jubilejih Oddelka za sociologijo.
Knjižna zbirka Prevodi pa je namenjena prevodom pomembnih sodobnih del s področja sociologije.

## Predstojniki oddelka
- 1960/61 - 1963/64 akademik prof. Boris Ziherl
- 1964/65 - 1975/76 prof.dr. Anton Žun
- 1976/77 - 1979/80 prof.dr. Marko Kerševan
- 1980/81 - 1983/84 prof.dr. Ludvik Čarni
- 1984/85 - 1987/88 prof.dr. Rudi Rizman
- 1988/89 - 1989/90 prof.dr. Drago Braco Rotar
- 1990/91 doc.dr. Iztok Saskida
- 1996/97 - 1999/2000 doc.dr. Avgust Lešnik
- 2000/01 - 2002/03 prof.dr. Marko Kerševan
- 2003/04 - 2004/05 doc.dr. Milica Antić Gaber
- 2007 - 2009 doc. dr. Igor Škamperle [1]
- 2009/10 - 2010/11 - izr. prof. dr. Ksenija Vidmar Horvat
- 2011/12 - 2013/14 - izr. prof. dr. Tina Kogovšek
- 2014/15  - izr. prof. dr. Roman Kuhar